# 定山渓鉄道モ2300形電車
定山渓鉄道モ2300形電車（じょうざんけいてつどうモ2300がたでんしゃ）は、1969年まで定山渓鉄道（現：じょうてつ）が運営していた電化鉄道路線（定山渓鉄道線）で使用されていた電車の1形式。定山渓鉄道最後の新型車両として2両（モ2301、モ2302）が導入され、経済性を重視した設計がなされた。形式名をモハ2300形と記す資料も存在する。

## 概要

### 導入までの経緯
1960年代の定山渓鉄道は、並行する道路（国道230号等）の整備に伴い、貨物事業の縮小や定山渓温泉へ向かう観光利用客の減少など苦境に立たされた一方、沿線のベッドタウン化が進み始めた事を受けて通勤・通学客の増加が見られるようになっていた。だが、従来の観光輸送を前提とした電車や気動車では需要に応えるのが難しく、親会社の東京急行電鉄（現：東急電鉄）からの譲渡車両も導入されていた。一方、同時期には第二次世界大戦前から使用されていたモ200形を始めとする旧型電車の老朽化も課題となっていた。
そこで、定山渓鉄道は製造コスト・メンテナンスコストの削減といった経済性を重視し、旧型車両の台車や機器を流用した電車を導入する事を決定した。これがモ2300形である。

### 構造
車体の骨組み・外板には耐候性高張力鋼を使用したが、東急車輌製造がアメリカのバッドとのライセンス契約によって得られたステンレス車体の製造工法（ショットウェルド）が採用されており、側面窓下にはコルゲートが設置され強度が増加した。台枠は普通鋼製で、端梁部分は踏切事故などの衝突時の安全性を踏まえ強固な設計とした。先頭部は切妻と呼ばれる平面構造であり、運転台はタブレットの受け取りを踏まえ右側に設置され、中央部には貫通扉が存在した。車体の塗装はクリーム色を下地に窓回りをスカーレットで塗るものであった。
車内はポリエチレンの内張りで、床はキーストンを張った上に木製の床板を設置し、保温や断熱効果を高めた。座席は全てロングシートであった。乗降扉は片開きの引き戸で、冬季の極寒を考慮し半自動式となった他、下部のレールには融雪用のヒーターが備わっていた。
コスト削減に加え、札幌の夏の気温や輸送距離の短さを踏まえた結果、非冷房ながら側窓は固定式となっており、天井に4箇所設置されたファンデリアや中央に2箇所設置されたガーランド式換気装置でのみ通風が行われた。窓は熱線吸収のブルーガラスとされたが、日光を遮るカーテンは設置されなかった。通気性が悪いため、気分が悪くなった乗客向けとして乗降扉付近に嘔吐用のビニール袋が設置されていた。屋根上の通風器カバーはポリエチレン製であった。
イコライザー付きの台車や主要機器は種車のものがそのまま流用されたため、モ2301とモ2302では台車の形式や性能が異なっていた一方、制御装置については双方とも三菱製の総括制御に対応した直並列組合せ制御方式であった。集電装置（パンタグラフ）は東札幌駅寄りの運転台側の屋根上に搭載されていた。

### 主要諸元
| モ2300形 主要諸元 | モ2300形 主要諸元 | モ2300形 主要諸元 |
| 車両番号          | モ2301            | モ2302            |
| ----------------- | ----------------- | ----------------- |
| 種車              | モ201             | モ301             |
| 重量              | 32t               | 34t               |
| 台車              | 日車 D-16         | 汽車 TR-14        |
| 車輪径            | 914mm             | 864mm             |
| 固定軸距          | 2,200mm           | 2,440mm           |
| 主電動機          | 三菱 MB-64-C      | GE-101            |
| 電動機出力        | 59kw              | 85kw              |
| 出力              | 236kw             | 340kw             |
| 歯車比            | 4.69(75:16)       | 3.20(64:20)       |
| 備考              |                   |                   |

## 運用
両車とも1964年10月29日付で竣工届が出され、定山渓鉄道に在籍する他車との共通運用が行われた。カーテンがない固定窓という構造故に製造当初から乗客の体調不良が懸念されていたが、実際に車内温度の上昇によって二日酔いが誘発されてしまった乗客が小熊米雄 (1969)によって報告されている。その後、札幌オリンピック開催に向けた交通網整備の中で札幌市営地下鉄の建設が決定し、その一環として定山渓鉄道全線の路線敷が札幌市へ買収されることとなり、同路線は1969年10月31日をもって廃止された。これによりモ2300形も廃車され、右型運転台や乗客には評判の悪かった固定式側窓、足回りの劣化ゆえに他社への譲渡も行われず、登場から僅か5年で解体の憂き目となった。